# Полковник Дяково
Полковник Дяково е село в Североизточна България. То се намира в община Крушари, област Добрич.

## География
Селото се намира 3 km на североизток от общинския център Крушари.

## История
Селото носи името на командира на 19-и пехотен полк полковник Антон Дяков, загинал през Първата световна война при атаката на крепостта Тутракан.

## Население
Преброяване на населението през 2011 г.
Численост и дял на етническите групи според преброяването на населението през 2011 г.:
|                     | Численост | Дял (в %) |
| Общо                | 290       | 100,00    |
| Българи             | 140       | 48,27     |
| Турци               | 124       | 42,75     |
| Цигани              | 0         | 0,00      |
| Други               | 0         | 0,00      |
| Не се самоопределят | 0         | 0,0ш0     |
| Неотговорили        | 26        | 8,96      |

## Религии
- Източно-православно християнство
- Ислям
- Будистка
- Юдаизъм

## Обществени институции
- Кметство
- Поща
- Народно читалище
- Целодневна детска градина (вече затворена)
- Кафене на центъра

## Културни и природни забележителности
- Вековен дъб, наречен „Мешето“
- Мраморна плоча на полковник Антон Дяков Дяков - загинал за освобождението на селото през Първата световна война.
- Мраморна плоча в чест на загиналите войници от пехотата на полковник Дяков намираща се в центъра на селото

## Редовни събития
- Съборът на селото се провежда ежегодно на 1 май.